# Hoszogai Hadzsime
Hoszogai Hadzsime (細貝 萌; Hepburn: Hosogai Hajime); Maebasi, 1986. június 10. –) japán labdarúgó, 2016 óta a japán élvonalbeli Kasiva Reysol hátvédje, de képes középpályásként is játszani.